# 281.ª Divisão de Infantaria (Alemanha)
A 281ª Divisão de Infantaria (em alemão:281. Infanterie-Division) foi uma unidade militar que serviu no Exército alemão durante a Segunda Guerra Mundial.

## Comandantes
| Comandante                   | Data                                     |
| ---------------------------- | ---------------------------------------- |
| Generalleutnant Bruno Ortner | ? de janeiro de 1945 - 8 de maio de 1945 |

## Área de operações
| Leste da Alemanha | janeiro de 1945 - maio de 1945 |